# 木曽駒ヶ岳
木曽駒ヶ岳（きそこまがたけ）は長野県上松町・木曽町・宮田村の境界にそびえる標高2,956mの山で、木曽山脈（中央アルプス）の最高峰。日本百名山、新日本百名山、花の百名山に選定されている。木曾駒ヶ岳とも表記され、また略して木曽駒と呼ばれる事もある。

## 概要
駒ヶ岳の名を冠する山は日本の全国に多数あり、その最高峰である南アルプスの甲斐駒ヶ岳とこの木曽駒ヶ岳に挟まれる伊那谷では、この山を西駒ヶ岳または西駒、甲斐駒ヶ岳を東駒ヶ岳または東駒と呼ぶこともある。木曽前岳 (2,826m)、中岳 (2,925m)、伊那前岳 (2,883m)、宝剣岳 (2,931m) を含めて木曽駒ヶ岳と総称する場合もあるが、一般的ではない。
木曽駒ヶ岳には、雪解けの時期にはいくつかの雪形が見られ、昔から農業の目安にされてきた。中岳には山名の元にもなった駒（馬）、極楽平の南には島田娘と種蒔き爺などが現れる。

## 環境

### 地形
木曽谷と伊那谷に挟まれた中央アルプスは、長野県塩尻市から南南西の恵那山方面へと伸びる、細長い急峻な山脈であり、木曽駒ヶ岳はその北部に位置する。標高2,600m付近の濃ガ池（のうがいけ）、千畳敷カール及び極楽平では、氷河圏谷が発達している。駒飼ノ池などでは、氷河底湖が見られる。南東にある鋭い穂先の岩山である宝剣岳とは対照的に、木曽駒ヶ岳はなだらかな女性的な山容となっている。このため、南アルプス方面から眺めた場合には、木曽駒ヶ岳よりもむしろ鋭く尖った宝剣岳の山容が目立っている。山体の大部分が約6500万年前の花崗閃緑岩から成る。

### 動植物

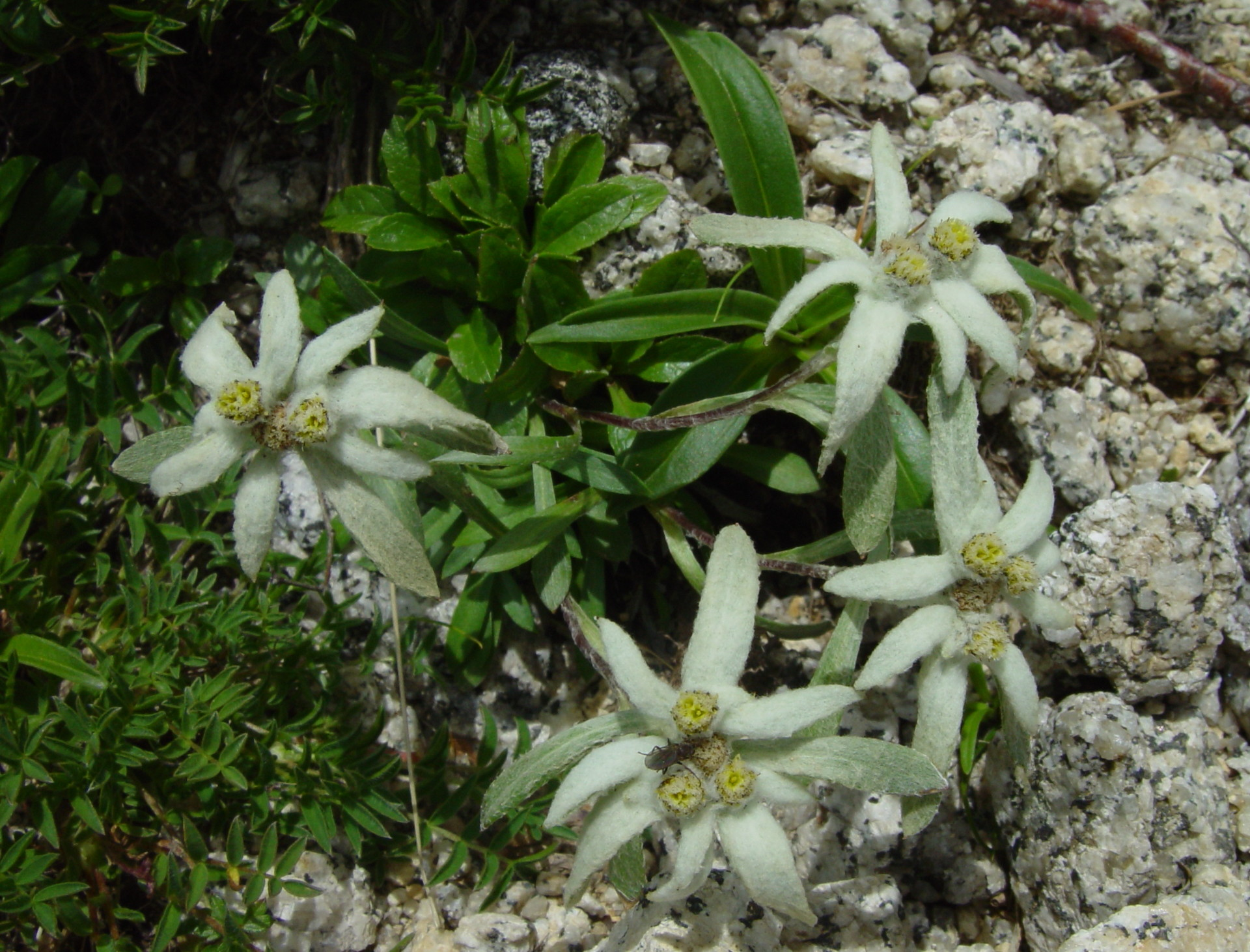
固有種のヒメウスユキソウ

標高1,700から2,600mは、コメツガやシラビソなどの針葉樹林帯が広がっており、2,600m付近にはダケカンバ、さらに上部は森林限界でハイマツ帯となっている。
千畳敷カール、濃ガ池カールには、高山植物の花畑が広がっている。山頂付近には、セイヨウウスユキソウ（別名エーデルワイス）の仲間で木曽駒ヶ岳の固有種であるキク科ヒメウスユキソウ（別名がコマウスユキソウ）が自生している。宮田村の特別シンボルに指定されている。環境省と長野県のレッドリストの絶滅危惧I A類 (CR) の種に指定されている。また中岳付近では、イワギキョウ、チングルマ、ミヤマキンバイなどが自生している。天狗山荘近くには、コマクサ園がある。亜高山帯から高山帯にかけては、ニホンカモシカ、ノウサギ、キツネ、イワヒバリなどが生息している。1961年（昭和36年）頃まで、南側の檜尾岳、空木岳などで見られたライチョウは、その後確認されていなかったが2015年に木曽駒ヶ岳付近にて登山者が雌ライチョウの撮影記録があり、2018年に雌ライチョウの報告が寄せられ環境省信越自然環境事務所が雌ライチョウの巣を確認し採取した羽毛のDNA解析で乗鞍岳から飛来してきた事が分かり保護増殖事業がすすめられており2023年では北は将棋頭山から南は南駒ヶ岳までライチョウの分布が広がっている。 。

## 人間が係わる歴史
| 山頂の東側（伊那側・宮田村）にある伊那駒ヶ岳神社 |  | 山頂の西側（木曽側・木曽町）にある木曽駒ヶ岳神社 |
| 山頂の東側（伊那側・宮田村）にある伊那駒ヶ岳神社 |  | 山頂の西側（木曽側・木曽町）にある木曽駒ヶ岳神社 |

- 1338年（暦応元年）：高遠家親が山道を開設し、八社の大神を祭った。
- 1532年（天文元年）：上松町の神官の徳原長大夫春安が頂上に駒ヶ岳神社（保食大神）を建造した。江戸時代には、木曽側の上松町から信仰目的で盛んに登られている。現在も登山道にはその建造物が多く残り、頂上には木曽側と伊那側にそれぞれの駒ヶ岳神社がある。
- 1784年（天明4年）7月：坂本天山ら総勢114人が宮田口から登頂し、伊那前岳の勅銘石（ろくめいせき）に漢詩を刻印し現存している。[要出典]
- 1891年（明治24年）8月：イギリス人のウォルター・ウェストンが、上松側から登頂して伊那側へ下った[9][10]。
- 1891年（明治24年）9月：友人2名と登山中であった青山学院（当時は東京英和学校）の学生・安東準平（24歳）が下山中に雨に打たれたことで体力を消耗して濃ヶ池近くの草むらに倒れ込みそのまま死亡（記録に残されている近代登山における最初の遭難事故とされている）[11]。
- 1913年（大正2年）8月：長野県中箕輪高等小学校（現在の長野県上伊那郡箕輪町立箕輪中学校）の集団宿泊的行事として実施された登山において、将棊頭山付近で遭難事故が発生し、校長と生徒10人が死亡した。現在の上伊那地区の中学校では、当時の教師たちの遺志を尊重し、また慰霊の意味もこめて、学校行事として集団登山を行っている。
- 第二次世界大戦前：深田久弥が2度登頂[3]。
- 1951年（昭和26年）11月22日：中央アルプス県立自然公園（後の中央アルプス国定公園）に指定された。
- 1967年（昭和42年）7月：駒ヶ岳ロープウェイ開通に伴い、ロープウェイの終点の千畳敷や木曽駒ヶ岳に多くの人が訪れるようになった。
- 1977年（昭和52年）3月31日：将棊頭山付近を縦走していた東京都立航空工業高等専門学校の山岳部員7人が雪崩に巻き込まれて死亡。後に遺族が引率していた顧問の教諭と東京都を訴えた[12]。

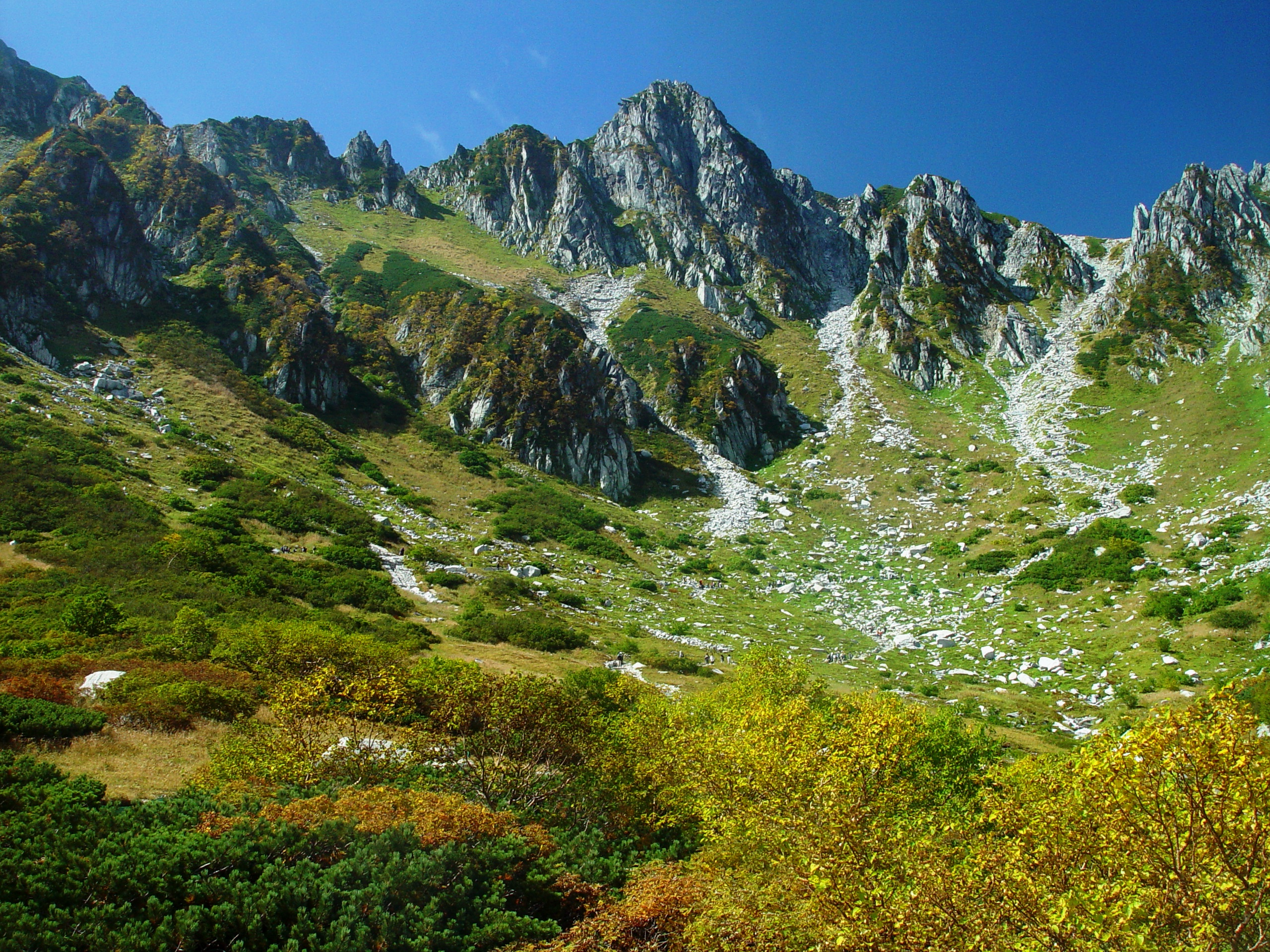
宝剣岳と千畳敷カール（9月）

## 駒ヶ岳ロープウェイ
| 山麓側のしらび平駅 |  | 山上側の千畳敷駅 |
| 山麓側のしらび平駅 |  | 山上側の千畳敷駅 |

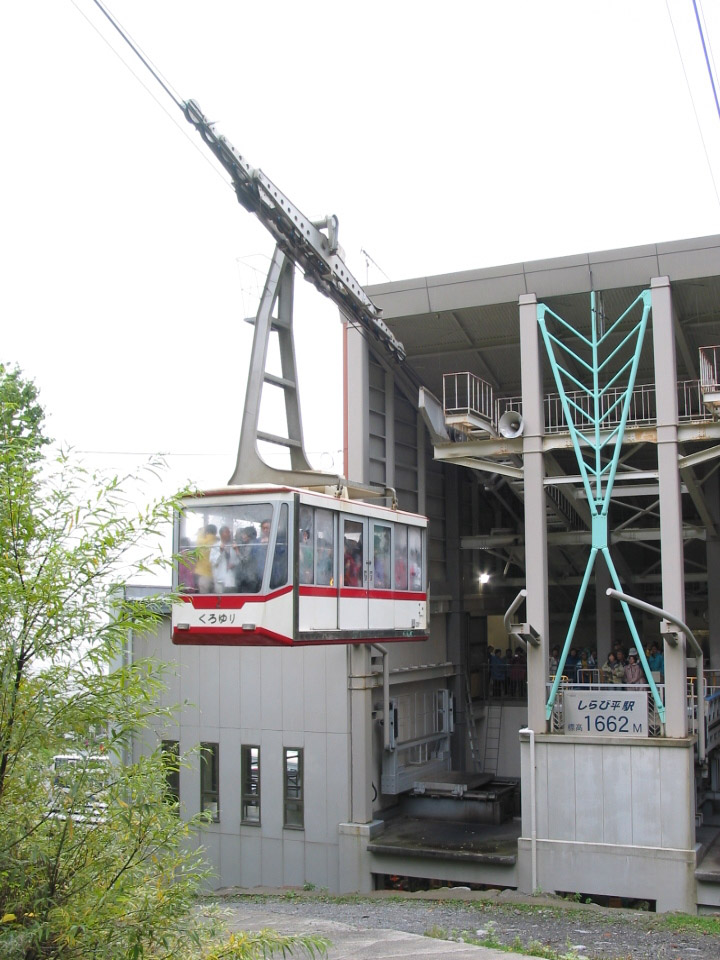
駒ヶ岳ロープウェイしらび平駅と搬器「くろゆり号」

駒ヶ岳ロープウェイの千畳敷駅は、ロープウェイの駅としては日本最高所に位置する。ホテル千畳敷がそのロープウェイの終点にある。ロープウェイは通年運行であるため、四季を通じて千畳敷に観光客が訪れる。4月上旬から5月下旬には、残雪の千畳敷には長さが約250mの簡易リフトが設けられ、春スキーを楽しむことができる。

## 登山
標高2,650mの千畳敷カールまでは、駒ヶ岳ロープウェイで簡単に上がることができる。山頂からは、御嶽山、乗鞍岳、穂高岳、八ヶ岳、南アルプスなどの360度の展望が得られる。南アルプスの稜線の上に富士山の上部だけを望むことができる。

### 登山道

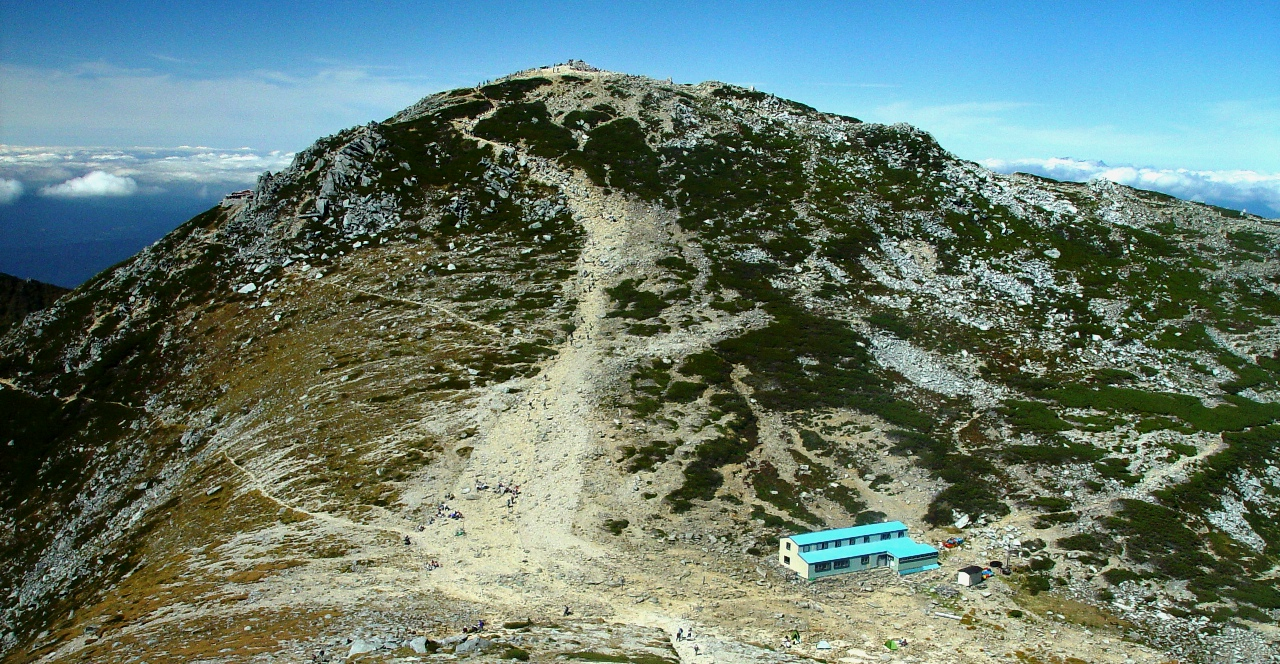
中岳から望む木曽駒ヶ岳

各方面から多数の登山道があり、千畳敷駅からのルートが最短で利用者が多い。
- 千畳敷駅からのコース

千畳敷駅 - 千畳敷カール - 乗越浄土 - 宝剣山荘・天狗山荘 - 中岳 - 木曽駒ヶ岳
オプションとして、木曽駒ヶ岳からさらに宝剣岳まで進むパターンもある。
- 木曽山脈縦走コース

木曽山脈の主稜線に沿った縦走路がある。
桂木場 - 大樽小屋 - 将棊頭山（西駒山荘） - 馬ノ背 - 木曽駒ヶ岳 - 駒ヶ岳頂上山荘 - 中岳 - 天狗荘・宝剣山荘 - 宝剣岳 - 檜尾岳 - 熊沢岳 - 木曽殿越 - 空木岳 - 南駒ヶ岳 - 越百山 - 奥念丈岳 -安平路山 - 摺古木山 - 大平宿
- 木曽側からの4つのコース
  - 上松Aコース 上松駅 - 2合目（アルプス山荘） - 3合目（敬神ノ滝山荘） - 5合目（金懸小屋） - ラクダの背 - 8合目（遠見場の小屋跡） - 木曽前岳 - 9合目（玉ノ窪山荘） - 頂上木曽小屋 - 木曽駒ヶ岳[15]
  - 上松Bコース 上松駅 - 芦島高原 - 奇美世の滝 - 麦草岳 - 牙岩 - 木曽前岳 - 9合目（玉ノ窪山荘） - 頂上木曽小屋 - 木曽駒ヶ岳[15]
  - 福島Aコース【廃道】 木曽福島駅 - 駒の湯 - キビオ峠 - 木曽見台 - 7合目避難小屋 - 8合目水場 - 9合目（玉ノ窪山荘） - 頂上木曽小屋 - 木曽駒ヶ岳
  - 福島Bコース 原野駅 - 木曽駒高原 - 木曽駒高原スキー場（コガラ登山口） - 幸ノ川渡渉点 - 4合目半力水 - 7合目避難小屋 - 8合目水場 - 9合目（玉ノ窪山荘） - 頂上木曽小屋 - 木曽駒ヶ岳

他に、北御所や宮田高原などからのコースもある。

### 周辺の山小屋

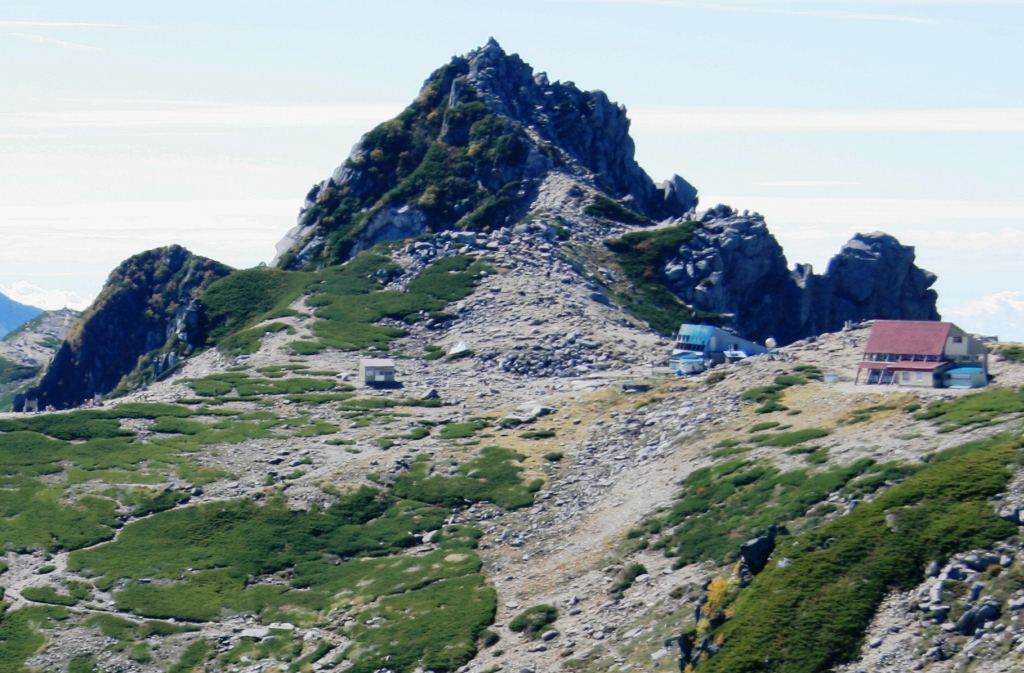
馬ノ背から方面から望む宝剣岳と宝剣山荘・天狗荘

周辺には複数の山小屋があり、夏期を中心とする登山シーズン中に有人の営業を行っている。中央アルプスの有人の山小屋はすべて完全予約制となっている。稜線上では唯一、駒ヶ岳頂上山荘にキャンプ指定地が併設されている。駒ヶ岳ロープウェイの千畳敷駅には、通年営業の宿泊施設のホテル千畳敷がある。
なお、上松町側の小川字駒ヶ岳は日本郵便から交通困難地の指定を受けており、地外から当地宛に郵便物を送付することは出来ない。
| 名称                | 所在地                        | 標高 (m) | 収容 人数 | 備考                         |
| ------------------- | ----------------------------- | -------- | --------- | ---------------------------- |
| 宝剣山荘            | 浄土乗越すぐ西                | 2,870    | 300       |                              |
| 天狗荘              | 浄土乗越すぐ西                | 2,870    | 300       |                              |
| 駒ヶ岳頂上山荘      | 山頂と中岳との鞍部            | 2,870    | 150       | キャンプ指定地（テント80張） |
| 頂上木曽小屋        | 山頂の西斜面直下              | 2,900    | 200       |                              |
| 玉ノ窪山荘          | 山頂と木曽前岳との鞍部の9合目 | 2,750    | 150       |                              |
| 西駒山荘            | 将棊頭山の東斜面直下          | 2,690    | 40        |                              |
| 金懸小屋            | 上松Aコースの5合目            | 1,914    | 30        | 無人                         |
| 敬神ノ滝山荘        | 上松Aコース3合目              | 1,250    | 50        |                              |
| アルプス山荘        | 上松Aコース2合目の入口        | 1,070    | 80        | キャンプ場                   |
| 木曽駒7合目避難小屋 | 福島Bコースの7合目            | 2,870    | 20        | 避難小屋                     |

## 地理

### 周辺の主な山

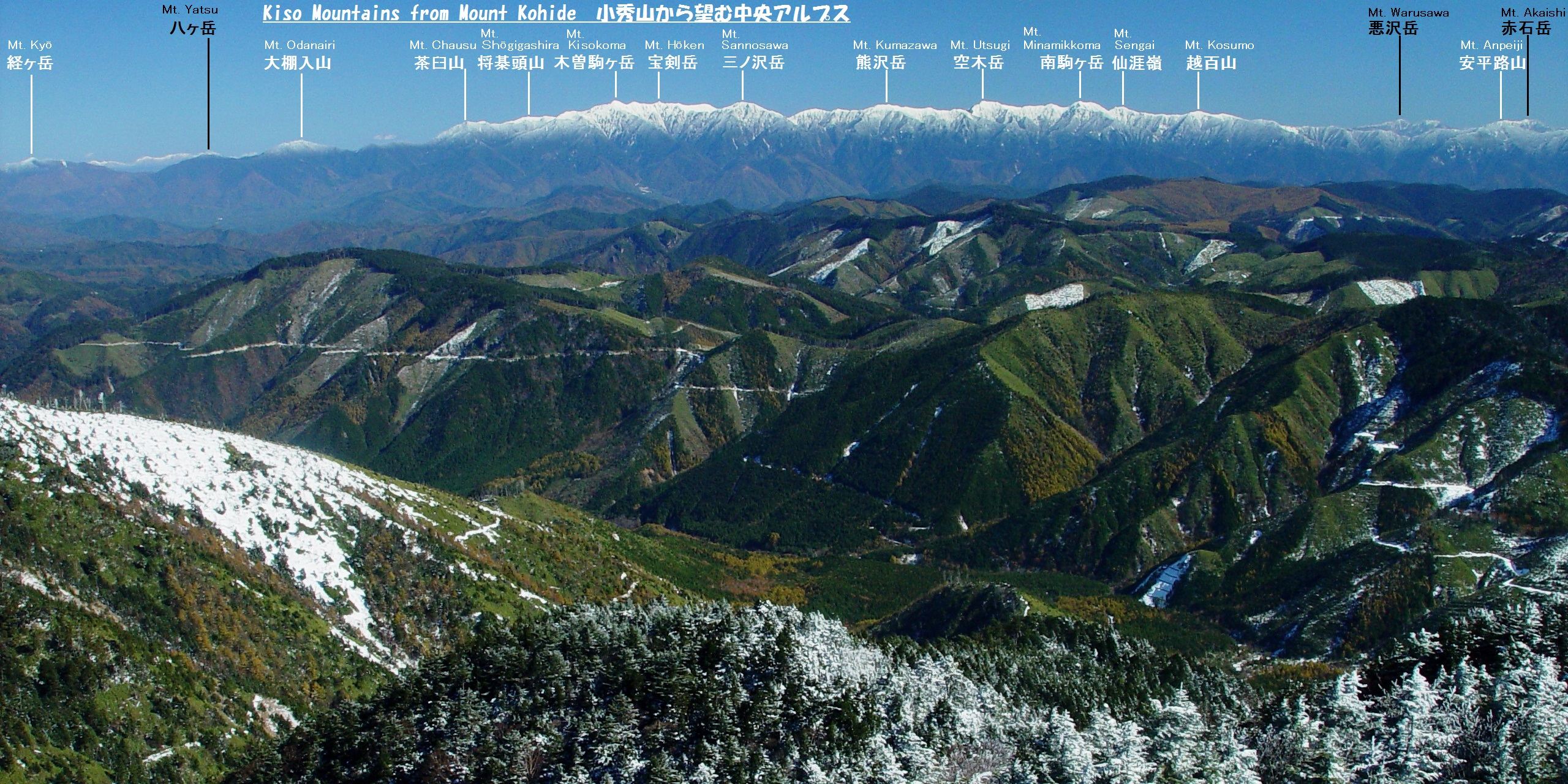
小秀山から望む中央アルプス

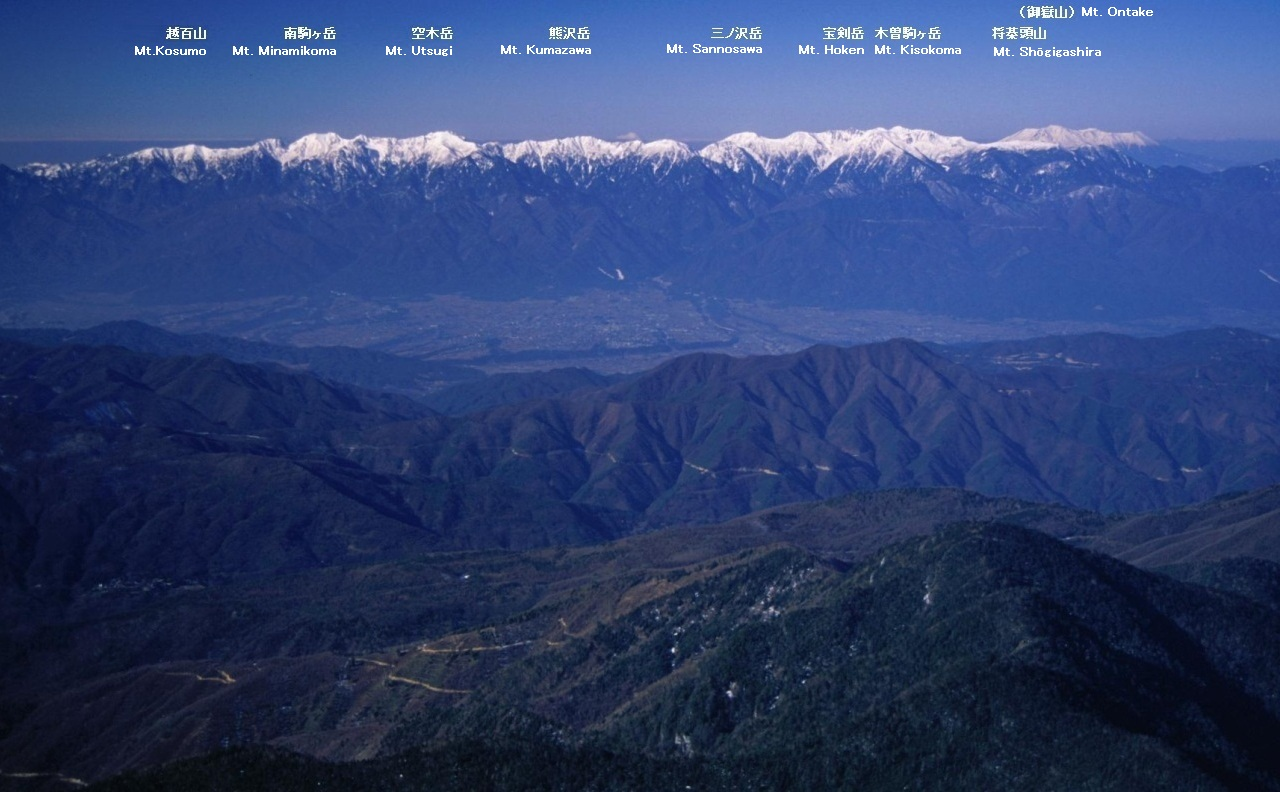
仙丈ヶ岳から望む中央アルプス

宝剣岳を含めた山頂部からは、四方八方の尾根が延びており、将棊頭山の北東に延びる尾根は「馬の背」と呼ばれている。南の宝剣岳との中間には中岳 (2,925m) がある。南東1.5kmには勒銘石がある伊那前岳 (2,884m) がある。西0.8 kmには、玉ノ窪の鞍部を挟んで木曽前岳 (2,825m) がある。
| 山容                                                    | 山名       | 標高 (m) | 三角点等級 基準点名 | 木曽駒ヶ岳からの 方角と距離(km) | 備考                    |
| ------------------------------------------------------- | ---------- | -------- | ------------------- | ------------------------------- | ----------------------- |
|                                                         | 将棊頭山   | 2,730    |                     | 北東 2.9                        | 西駒山荘                |
| 北西山麓の木曽駒高原から望む麦草岳（2008年4月25日撮影） | 麦草岳     | 2,73321  | 三等                | 北西 1.9                        |                         |
|                                                         | 木曽駒ヶ岳 | 2,955.95 | 一等 「信駒ケ岳」   | 0                               | 日本百名山 別名が西駒   |
|                                                         | 宝剣岳     | 2,931    |                     | 南南東 1.0                      | 千畳敷カール            |
|                                                         | 三ノ沢岳   | 2,846.48 | 三等 「三沢岳」     | 南南西 2.7                      | 三ノ沢カール            |
|                                                         | 檜尾岳     | 2,727.74 | 三等 「梯子樽」     | 南 4.3                          | 檜尾尾根 檜尾岳避難小屋 |
|                                                         | 空木岳     | 2,863.71 | 二等 「駒ケ岳」     | 南 7.9                          | 日本百名山              |

### 主な山との位置関係

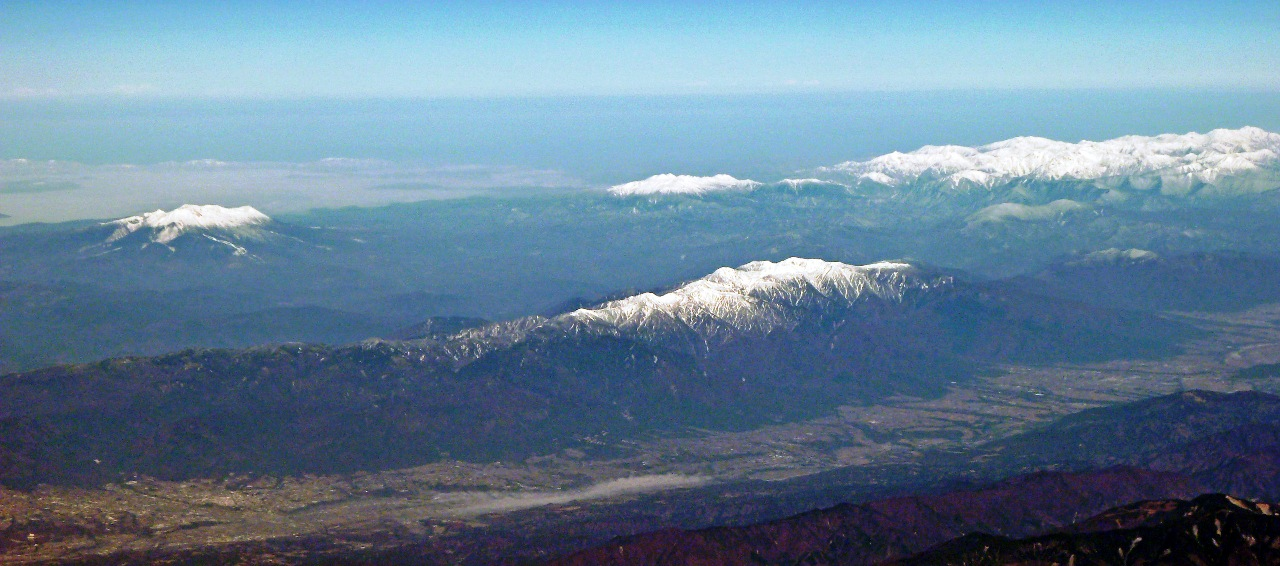
木曽山脈と飛騨山脈（東方上空より）

中央アルプス（木曽山脈）の最高峰で、以下が周辺の各山域の主要な山との位置関係である。山頂から南東方向の南アルプスの稜線越し（広河内岳と黒河内岳との間）に富士山、西に御嶽山を望むことができる。
| 山容 | 山名       | 標高 (m) | 三角点等級 基準点名             | 木曽駒ヶ岳からの 方角と距離 (km) | 備考                 |
| ---- | ---------- | -------- | ------------------------------- | -------------------------------- | -------------------- |
|      | 奥穂高岳   | 3,190    |                                 | 北北西 57.2                      | 北アルプスの最高峰   |
|      | 御嶽山     | 3,067    | （一等）「御嶽山」 （3,63.41m） | 西北西 31.4                      | 独立峰               |
|      | 赤岳       | 2,899.17 | 一等 「赤岳」                   | 東北東 34.9                      | 八ヶ岳の最高峰       |
|      | 木曽駒ヶ岳 | 2,955.95 | 一等 「信駒ケ岳」               | 0                                | 中央アルプスの最高峰 |
|      | 北岳       | 3,193    | （三等）「白根岳」 3,192.18m    | 東南東 41.3                      | 南アルプスの最高峰   |
|      | 富士山     | 3,776    | （二等）「富士山」 3,775.63m    | 東南東 96.2                      | 日本の最高峰         |

### 源流の河川
木曽駒ヶ岳を源とする河川は、西側は木曽谷の木曽川本流に合流し伊勢湾へ流れる。東側は伊那谷の天竜川本流に合流し太平洋へ流れる。
- 滑川、正沢川（木曽川の支流）
- 小田切川、太田切川（天竜川の支流）

### 交通アクセス
公共交通機関利用
東海旅客鉄道（JR東海）飯田線の駒ケ根駅が最寄りの駅である。駅前から宮田村のしらび平までバスに乗り、駒ヶ岳ロープウェイで千畳敷まで約8分で到着する。高速バスが菅の台バスセンターまで乗り入れている。
自家用車
中央自動車道の駒ヶ根インターチェンジから菅の台バスセンターまで約2km。
長野県道75号駒ヶ根駒ヶ岳公園線の、宮田村内の新太田切発電所 - しらび平の区間ではマイカー規制が行われているため、菅の台バスセンターには大型の駐車場がある。

## 木曽駒ヶ岳の風景

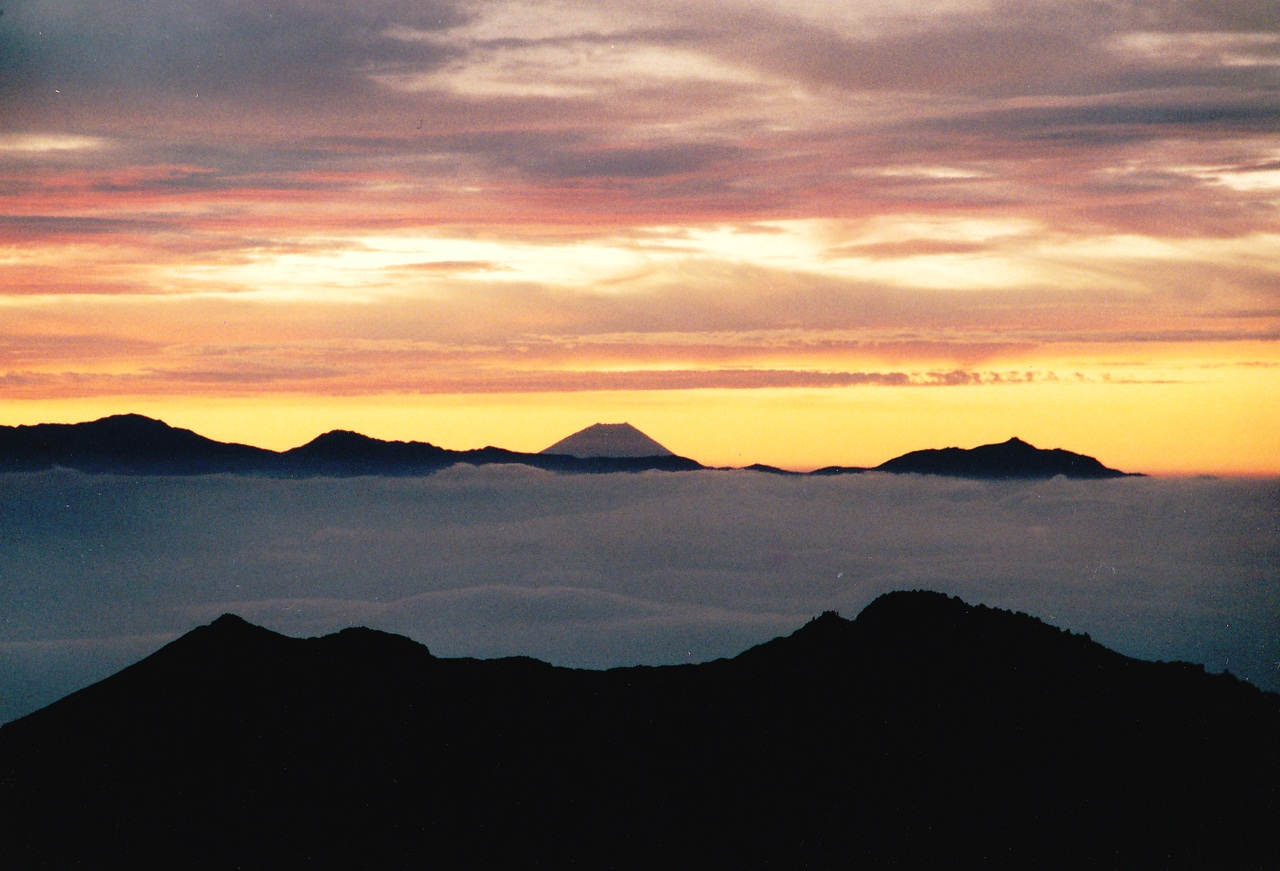
山頂からの富士山と朝焼け。農鳥岳と塩見岳の間に見える
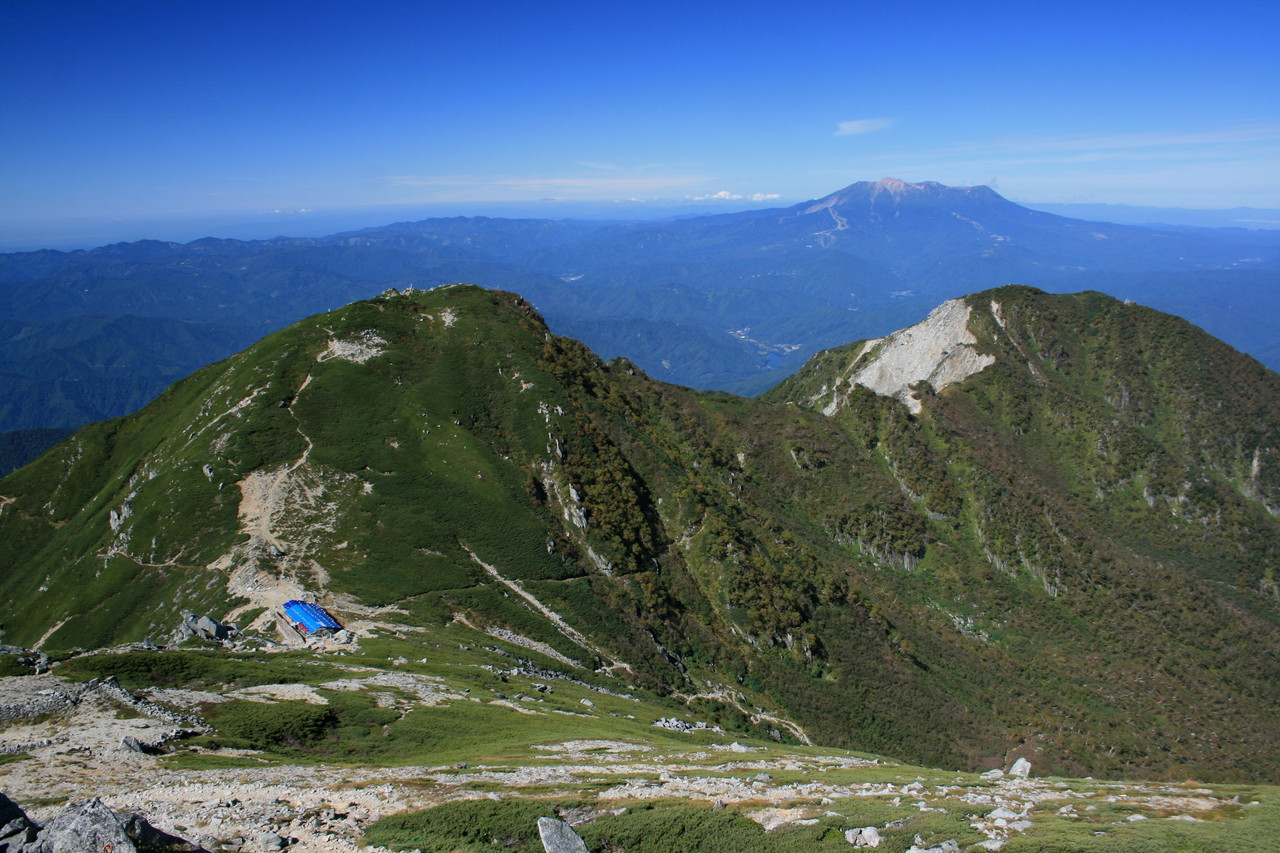
山頂から望む御嶽山。手前は木曽前岳と麦草岳
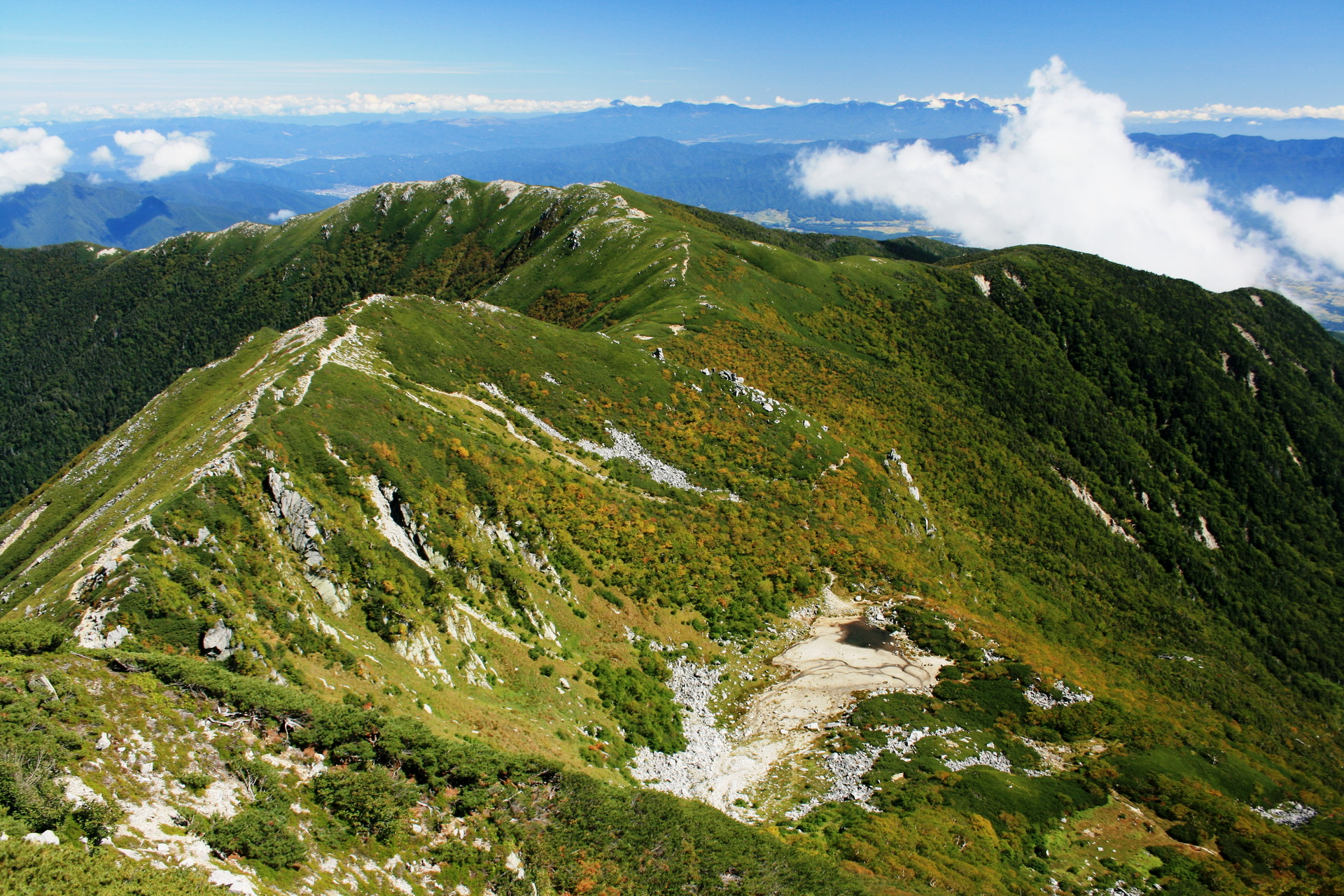
氷河底湖の濃ヶ池と紅葉。馬ノ背は森林限界のハイマツ帯
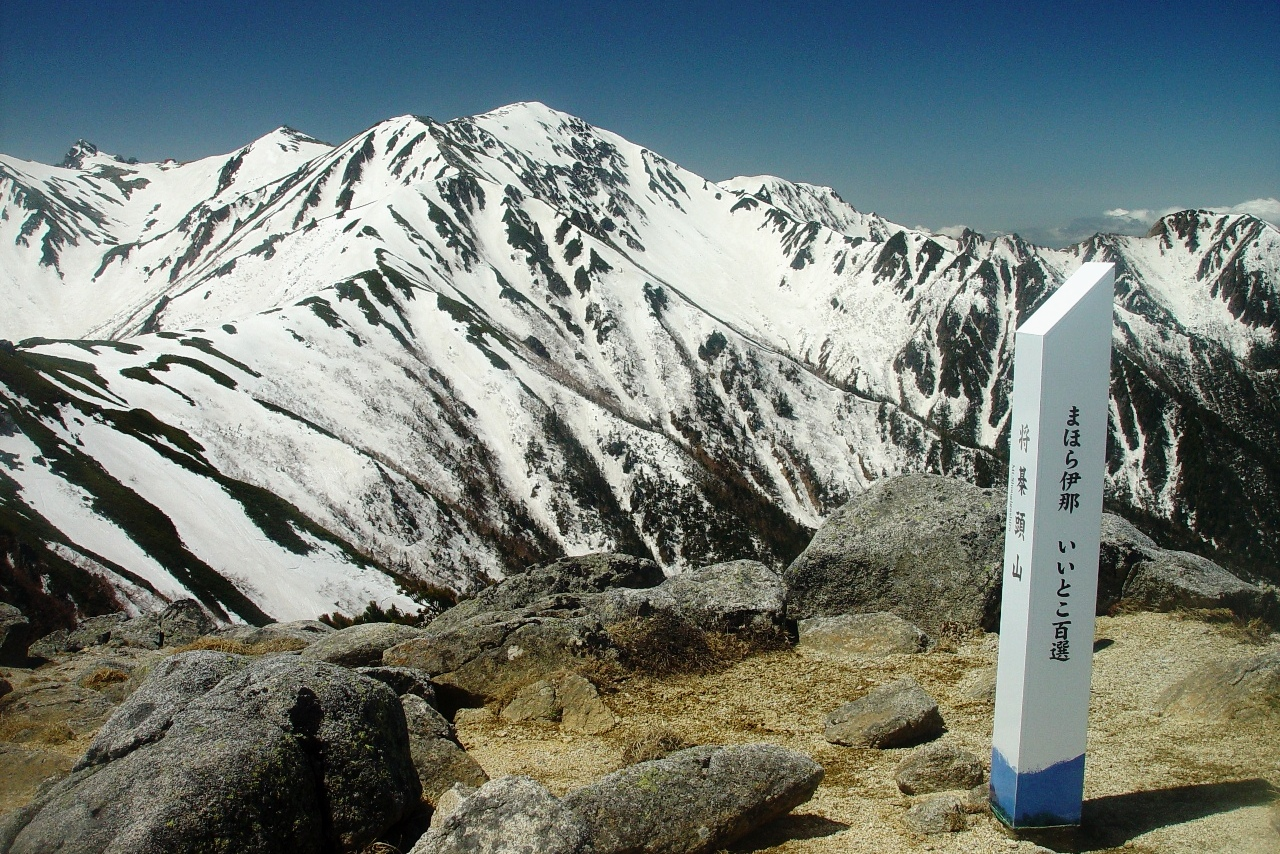
残雪期・将棊頭山より。左端が宝剣岳、中央が山頂
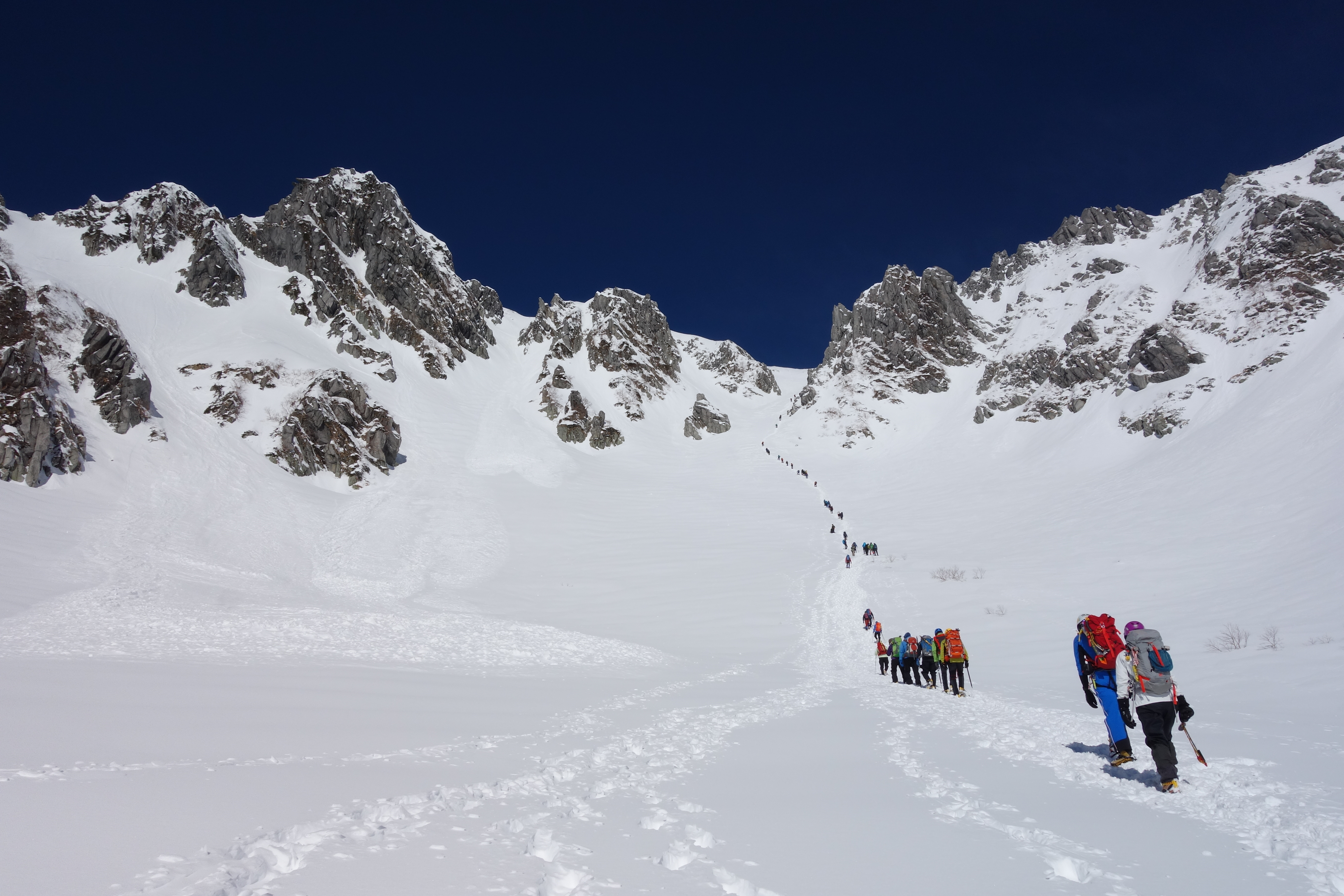
厳冬期の千畳敷カール
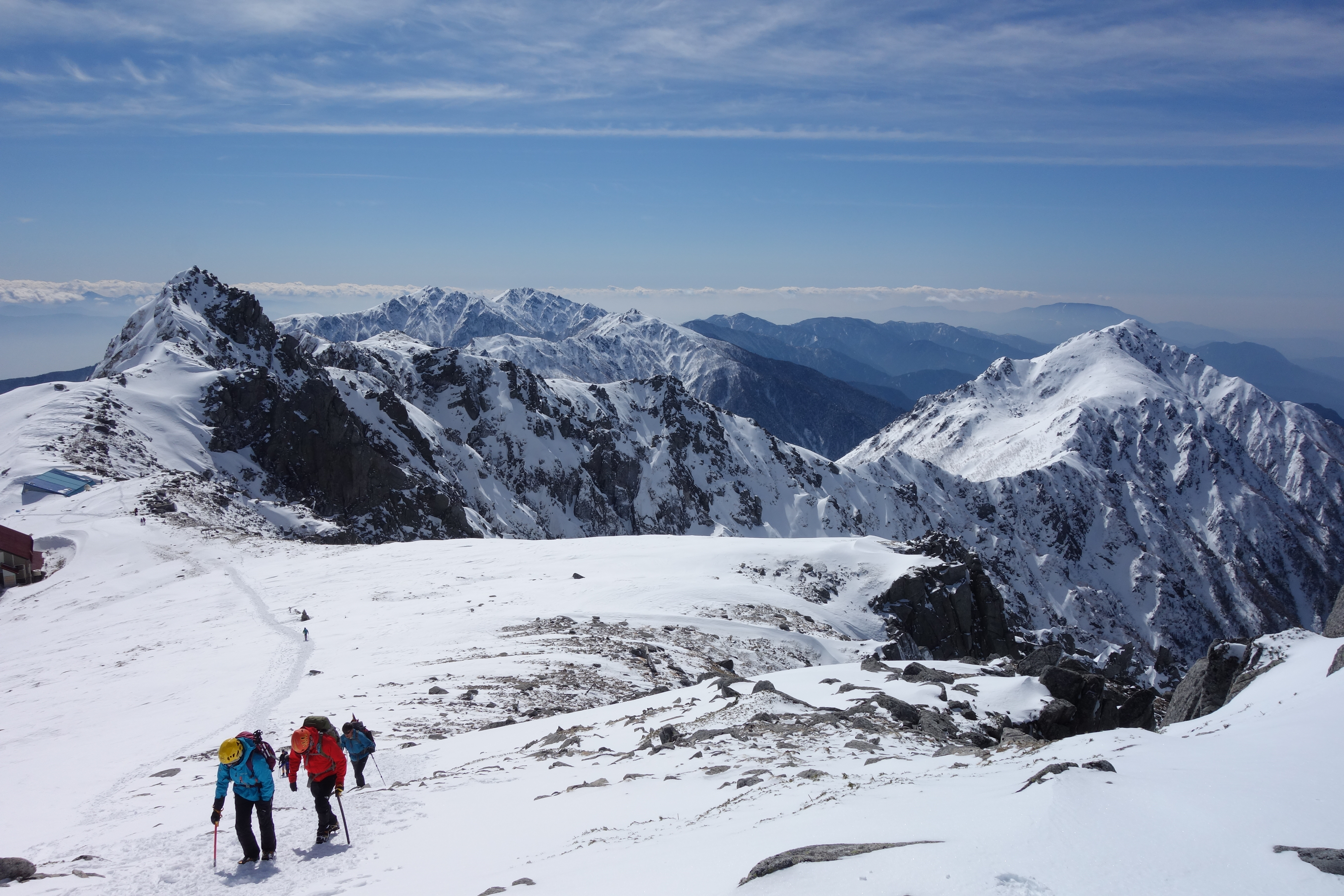
厳冬期の稜線（左から宝剣岳、空木岳、南駒ヶ岳、三ノ沢岳）

## 関連するメディア

### 映画
- 『聖職の碑』[19]：新田次郎原作のドキュメンタリー小説が、1978年（昭和53年）に鶴田浩二主演で東宝で映画化された。

### テレビ番組
- NHK総合テレビ『小さな旅』「小さな旅 シリーズ山の歌 (1) 花の稜線ヘ～信州 中央アルプス～」、1998年9月5日放送[20]
- NHK衛星第2テレビジョン『日本百名山 木曽駒ヶ岳』、1994年11月8日放送[21]
- NHKデジタル衛星ハイビジョン『週刊 日本の名峰 木曽駒ヶ岳』、2007年4月21日放送[22]
- 『趣味悠々』「山で元気に！田部井淳子の登山入門」第5回「高山に挑戦！中央アルプス・木曽駒ヶ岳（前編）」及び第6回「山小屋に泊まろう！ 中央アルプス・木曾駒ヶ岳（後編）」で、2009年（平成21年）に登山家の田部井淳子とタレントのルー大柴が、教育テレビ番組の取材で登頂し、その登山の様子が放送された[23][24]。

### 書籍
- 『中央アルプスの山旅 地形・地質観察ガイド』飯田市美術博物館
- 『花の百名山』田中澄江（著）、文春文庫、1997年6月、ISBN 4-16-352790-7
- 『日本の山1000』山と溪谷社、1992年10月、ISBN 4-635-09025-6
- 『中央アルプス（花の山旅）』津野祐次（著）、山と溪谷社、2000年6月、ISBN 4635014088
- 『木曽駒に幽霊茸を見た』太田蘭三（著）、光文社、2002年5月、ISBN 4334733131
- 『三省堂 日本山名事典』三省堂、2004年4月、ISBN 978-4-385-15404-6
- 『新日本山岳誌』ナカニシヤ出版、2005年11月、ISBN 4-7795-0000-1
- 『新日本百名山登山ガイド・下』岩崎元郎（著）、山と溪谷社、2006年4月、ISBN 4-02-261526-5
- 『新版・日本雪山登山ルート集』山と溪谷社、2006年12月、ISBN 4-635-18009-3
- 『日本百名山地図帳 2008年版』山と溪谷社、2008年8月、ISBN 978-4-635-53055-2
- 『NHK趣味悠々・山で元気に！田部井淳子の登山入門』、東京：日本放送出版協会、2009年7月、ISBN 978-4-14-188492-7
- 『東海・北陸の200秀山 下(東海・信州編)』中日新聞社、2009年10月、ISBN 978-4-8062-0599-9
- 『新・分県登山ガイド(改訂版) 長野県の山』山と溪谷社、2010年1月、ISBN 978-4-635-02365-8
- 『山と高原地図 木曽駒・空木岳 中央アルプス2010』昭文社、2010年3月、ISBN 978-4-398-75720-3
- 『改訂新版 名古屋周辺の山』山と溪谷社、2010年7月、ISBN 978-4-635-18017-7
- 『週刊 ふるさと百名山 8号 御嶽山・木曽駒ヶ岳』集英社、2010年8月、ASIN B0046ZYPLK

### 漫画
- 『ヤマノススメ』- 主人公たちがはじめてのテント泊に挑戦した。

- 『山と食欲と私』- 主人公日比野鮎美が木曽駒ヶ岳から空木岳に縦走した。